# Payen Pa 22
Payen Pa 22 – francuski samolot eksperymentalny skonstruowany przez Nicolasa Rolanda Payena.

## Historia
Nicolas Roland Payen rozwijał konstrukcje samolotów wyścigowych od 1933 r. Był autorem patentu nr 729 568 „Avion Autoplan”, który przewidywał skonstruowanie samolotu z ruchomym skrzydłem przednim oraz umieszczonego za nim skrzydła w układzie delta. Do budowy samolotu, oznaczonego jako SP-25, nie doszło z braku funduszy. Kolejna wersja maszyny nosiła oznaczenie Pa 100 „Flèche Volant”, miała być napędzana silnikiem rzędowym. Utrata sponsora zmusiła konstruktora do zastosowania silnika gwiazdowego o mocy 380 KM, przebudowana maszyna otrzymała oznaczenie Pa 101. Za duża moc silnika sprawiła, że maszyna nie mogła wystartować w zawodach Coupe Deutsch de la Meurthe. Oblotu konstrukcji dokonano 17 kwietnia 1935 r., wkrótce potem została uszkodzona podczas przymusowego lądowania. Konstruktorowi udało się dostosować kadłub do montażu dwóch silników gwiazdowych o mocy 100 KM, które napędzały przeciwbieżne śmigła. Nowa konstrukcja otrzymała oznaczenie Pa 112 C1 „Flèchair”. W trakcie lotów testowych konstrukcja osiągnęła prędkość 580 km/h. Konstruktor przewidywał, że maszyna docelowo będzie uzbrojona w działko lotnicze HS.404 kal. 20 mm i dwa karabiny maszynowe kal. 7,5 mm. Mimo to maszyna nie wzbudziła zainteresowania francuskiej armii.
Konstruktor zdecydował się na dostosowanie samolotu do lotu z silnikami strumieniowymi. Projekt otrzymał oznaczenie Pa 100R, do jego napędu Payen zamierzał zastosować dwa takie silniki montowane pod skrzydłami. Ostatecznie zdecydowano się na budowę samolotu napędzanego silnikiem strumieniowym Mélot 1R zamontowanym w kadłubie. Wiosną 1939 r. przystąpiono do budowy prototypu. Problemy z mieszanką paliwową spowodowały rezygnację z silnika strumieniowego na rzecz sześciocylindrowego silnika rzędowego Régnier o mocy 180 KM. Przebudowano kadłub, nowa konstrukcja została oznaczona jako Pa 22/2. Maszynę skierowano na badania w tunelu aerodynamicznym, jednak nie doszło do nich z powodu wybuchu II wojny światowej. Prototyp trafił do magazynu, gdzie został zdobyty 12 czerwca 1940 r. przez Wehrmacht. 
W Luftwaffe samolot otrzymał znaki BI + VB, jego testowaniem zajęły się zakłady Junkersa na lotnisku Vélizy-Villacoublay. Podczas lotów testowych pilot doświadczalny stwierdził niestateczność podłużną maszyny. Po zmianach w konstrukcji samolot otrzymał oznaczenie, typowe dla niemieckich prototypów, Pa 22 V5. W drugiej połowie 1941 r. wznowiono loty, do oblatania doszło 18 października 1941 r. Za sterami Pa 22 zasiadał wówczas pilot doświadczalny Jacques Charpantier. Z powodu ucieczki innego francuskiego pilota do Wielkiej Brytanii testy zawieszono, samolot został zmagazynowany w zakładach Payen w Juvisy-sur-Orge. Konstruktor miał zająć się wprowadzeniem zmian w konstrukcji, m.in. zastosowaniem śmigła o zmiennym skoku, zainstalowaniem dodatkowych zbiorników paliwa czy zmianą podwozia na chowane w locie. W 1943 r. samolot uległ zniszczeniu podczas alianckiego nalotu. 

## Konstrukcja
Jednomiejscowy, jednosilnikowy średniopłat o konstrukcji mieszanej. Za silnikiem w kadłubie był zamontowany zbiornik paliwa a za nim kryta kabina pilota przechodząca w statecznik pionowy. Na dnie kadłuba zamontowano oszkloną powierzchnię umożliwiającą pilotowi patrzenie w dół. Stery wysokości były zamontowane przed kabiną pilota w układzie kaczki. Ich działanie uzupełniały klapolotki na skrzydle delta. Podwozie stałe, z kółkiem ogonowym. Koła główne i kółko ogonowe zamontowano w aerodynamicznych osłonach. Do napędu zastosowano silnik sześciocylindrowy rzędowy Régnier o mocy startowej 200 KM i nominalnej 180 KM. Napędzał śmigło o stałym skoku.